# Campeonato de España de Ciclismo en Ruta 2003
El CII Campeonato de España de Ciclismo en Ruta se celebró el 29 de junio de 2003 en Alcobendas (Comunidad de Madrid) sobre 217.5 km. Finalizaron la prueba 90 ciclistas.
El ganador de la prueba fue Rubén Plaza, que consiguió imponerse a sus dos compañeros de fuga: Rafael Casero (plata) y Benjamín Noval (bronce).

## Clasificación
| \| 1 \| \| Rubén Plaza \| iBanesto.com \| 4h 47' 12" \| \| 2 \| \| Rafael Casero \| Paternina-Costa de Almería \| m.t. \| \| 3 \| \| Benjamín Noval \| Relax-Fuenlabrada \| m.t. \| \| 4 \| \| Jon del Río \| Élite \| a 19" \| \| 5 \| \| Francisco Mancebo \| iBanesto.com \| m.t. \| \| 6 \| \| Rubén Oarbeaskoa \| LA Pecol \| m.t. \| \| 7 \| \| David Fernández \| Relax-Fuenlabrada \| m.t. \| \| 8 \| \| David de la Fuente \| Vini Caldirola \| m.t. \| \| 9 \| \| Igor Astarloa \| Saeco \| m.t. \| \| 10 \| \| Ángel Vicioso \| ONCE \| m.t. \| |  |                    |                            |            |
| 1 |  | Rubén Plaza        | iBanesto.com               | 4h 47' 12" |
| 2 |  | Rafael Casero      | Paternina-Costa de Almería | m.t.       |
| 3 |  | Benjamín Noval     | Relax-Fuenlabrada          | m.t.       |
| 4 |  | Jon del Río        | Élite                      | a 19"      |
| 5 |  | Francisco Mancebo  | iBanesto.com               | m.t.       |
| 6 |  | Rubén Oarbeaskoa   | LA Pecol                   | m.t.       |
| 7 |  | David Fernández    | Relax-Fuenlabrada          | m.t.       |
| 8 |  | David de la Fuente | Vini Caldirola             | m.t.       |
| 9 |  | Igor Astarloa      | Saeco                      | m.t.       |
| 10 |  | Ángel Vicioso      | ONCE                       | m.t.       |